# توفكنيت (ميرغت)
توفكنيت هو دُوَّار يقع بجماعة سيدي حساين أو علي، إقليم سيدي إفني، جهة كلميم واد نون في المملكة المغربية. ينتمي الدوّار لمشيخة ميرغت التي تضم 21 دوار. يقدر عدد سكانه بـ 226 نسمة حسب الإحصاء الرسمي للسكان والسكنى لسنة 2004.

## روابط خارجية
- البوابة الوطنية للجماعات الترابية نسخة محفوظة 12 مارس 2018 على موقع واي باك مشين.
- المندوبية السامية للتخطيط